# Sizwe Ndlovu
Sizwe Lawrence Ndlovu, né le 24 septembre 1980 à Johannesburg, est un rameur sud-africain.
C'est le premier homme noir à remporter une médaille d'or en aviron.

## Palmarès
- Jeux olympiques d'été de 2012 à Londres
  -  Médaille d'or en quatre sans barreur, poids légers.